# Rafiki

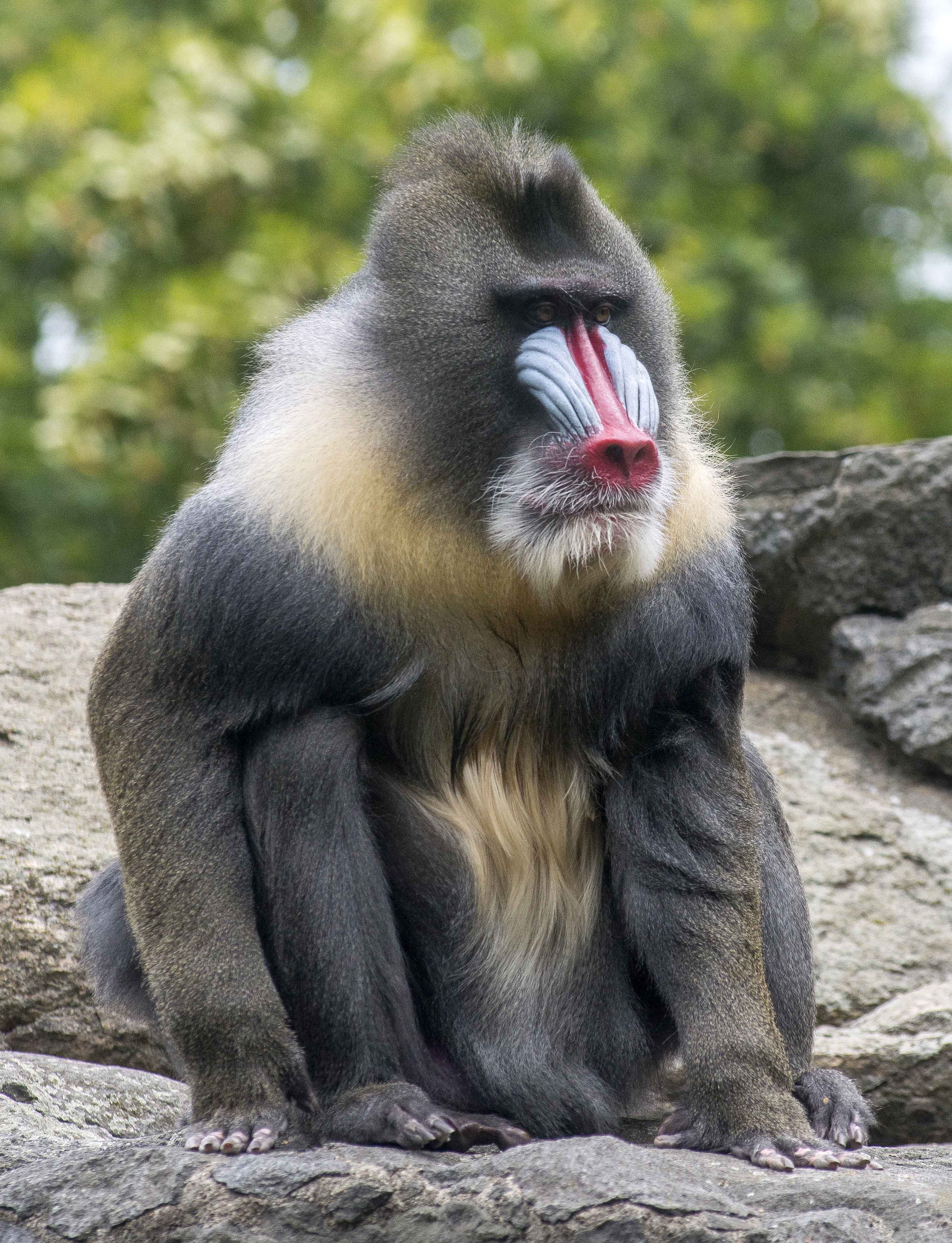
Een mandril, de soort waar Rafiki toe behoort

Rafiki is een personage uit de film De Leeuwenkoning en De Leeuwenkoning 2: Simba's Trots. Daarnaast heeft hij een bijrol in The Lion King III, Timon & Pumbaa, The Lion Guard: Return of the Roar en The Lion Guard. Hij is een mandril.
Het woord Rafiki komt uit het Swahili en betekent "vriend". Rafiki woont in een baobab-boom ergens in het koninkrijk. Hij is een vriend van Mufasa en later ook van Simba. Rafiki is erg wijs. Omdat Rafiki als dat nodig is op twee of drie poten kan lopen, kan hij gemakkelijk objecten gebruiken. Hij heeft vaak zijn stok bij zich. 
Aan het begin van De Leeuwenkoning toont Rafiki de pasgeboren Simba aan het volk van het koninkrijk. Aan het eind van de film toont hij Simba's pasgeboren dochter Kiara op dezelfde manier. 
In de film zingt Rafiki Asante sana, squash banana, wewe nugu, mimi hapana. Dit is een Swahilisch speelplaatsrijmpje wat betekent Heel erg bedankt, squash banana, jij bent een baviaan, en ik niet!
In het tweede seizoen van The Lion Guard heeft Rafiki een leerling in dienst, Makini. 
De stem van Rafiki wordt in de originele versie ingesproken door Robert Guillaume en in de Nederlands/Vlaamse versie door Freddy Gumbs. Voor de remake uit 2019 werd Rafiki ingesproken door John Kani. De Nederlandse stem werd ingesproken door Jerrel Houtsnee. Kani sprak opnieuw de rol van Rafiki in voor de vervolgfilm Mufasa: The Lion King uit 2024. Kagiso Lediga sprak hiervoor de jongere versie in van Rafiki. Voor de Nederlandse versie keerde Houtsnee weer terug als de stem van Rafiki. Juliann Ubbergen sprak de jongere versie in van Rafiki voor de Nederlandse versie.